# Уокер, Джеймс Александр (генерал)
Джеймс Александр Уокер (англ. James Alexander Walker) (27 августа 1832 — 21 октября 1901) — американский юрист, политик и генерал армии Конфедерации во время гражданской войны в США. Впоследствии — конгрессмен. Долгое время командовал «бригадой каменной стены» и получил прозвище «Джим-Каменная-Стена». Он стал единственным командиром этой бригады, который пережил войну.

## Ранние годы
Уокер родился в округе Огаста, штат Вирджиния, в семье Александра Уокера и Ханны Хилтон. Его предки были одними из первых шотландско-ирландских поселенцев в Вирджинии. Он окончил начальную школу и в 1848 году поступил в вирджинский военный институт, где в то время преподавал Томас Джексон. 4 мая 1852 года у Уокера случился конфликт с Джексоном, он вызвал его на дуэль, за что был отдан под трибунал, который исключил его из института. Тогда Уокер поступил в Вирджинский Университет, где в 1854 и 1855 годах изучал право. В 1856 он получил лицензию адвоката и приступил к юридической практике в Ньюберне (округе Пьюласки). В 1858 году он женился на Саре Поге из округа Огаста. В их семье было шестеро детей. В 1860 году он был избран окружным прокурором.
В 1859 году, после нападения отряда Джона Брауна на арсенал Харперс-Ферри, Уокер сформировал небольшой отряд, который назвал «Pulaski Guards» (по названию округа базирования) и лично занялся их боевой подготовкой.

## Гражданская война
В апреле 1861 года, когда началась война и Вирджиния отделилась от Союза, отряд Уокера стал ротой «С» 4-го вирджинского пехотного полка, а сам Уокер — капитаном этой роты. Полк был направлен в Харперс-Ферри, в подчинение Томаса Джексона.
В июле ему присвоили звание подполковника и перевели в 13-й Вирджинский полк, которым тогда командовал Эмброуз Хилл. В марте 1862 года Хилл стал командовать бригадой, а Уокер занял его место полковника. Весной он принял участие в кампании в долине Шенандоа. Во время сражения при Кросс-Кейс его полк состоял в дивизии Юэлла и бригаде Эрнольда Элзи, но после ранения Элзи Уокер сам принял командование бригадой. Фактически до конца года он командовал той или иной бригадой. 28 августа он участвовал в начальных боях второго сражения при Булл-Ран, где командовал своим полком в бригаде Джубала Эрли. В этом сражении был ранен генерал Исаак Тримбл, и Уокер временно принял командование его бригадой, во главе которой прошёл всю Мэрилендскую кампанию. Эта бригада состояла из четырёх полков и одного батальона:
- 15-й Алабамский пехотный полк, кп. Фейгин
- 12-й Джорджианский пехотный полк, кп. Роджерс
- 21-й Джорджианский пехотный полк, май. Томас Гловер
- 21-й Северокаролинский пехотный полк, кп. Миллер
- 1-й северокаролинский батальон

Вечером 16 сентября Джексон послал Уокера на левый фланг армии на смену уставшей бригады Худа. Бригада Уокера провела всю ночь в перестрелке с федеральными пикетами на Смоуктаунской дороге. Утром 17 сентября началось сражение при Энтитеме: бригада Трумана Сеймура вышла из леса Иствуд и атаковала позиции Уокера. Южане отбили федеральную атаку, однако у них начали заканчиваться боеприпасы, а сам Уокер из-за осложнений старых ран был вынужден покинуть поле боя. Бригаду отвели в тыл.
При Энтитеме был ранен генерал Уильям Смит, который временно командовал дивизией Джубала Эрли. В итоге бригаду предали Уокеру, и он командовал ею в декабре во время сражения при Фредериксбеге.
За внешний вид и бесстрашие в бою Уокер получил прозвище «Бульдог-Уокер». Джексон ценил его несмотря на конфликт десятилетней давности и способствовал его повышению.
Весной 1863 года в сражении при Чанселорсвилле погиб Элиша Пакстон, командир знаменитой «Бригады каменной стены». Уокеру присвоили звание бригадного генерала и поставили во главе этой бригады. Во время Геттисбергской кампании бригада числилась во II корпусе Ричарда Юэлла, в дивизии Эдварда Джонсона. Бригада имела следующий вид:
- 2-й Вирджинский пехотный полк, полк Джон Наденбуш
- 4-й Вирджинский пехотный полк, май. Уильям Терри[англ.]
- 5-й Вирджинский пехотный полк, полк Джон Фанк
- 27-й Вирджинский пехотный полк, подп. Даниель Шривер
- 33-й Вирджинский пехотный полк, кап. Джейков Голладей

14 июня бригада Уокера участвовала во втором сражении при Винчестере, где захватила почти 800 человек пленных и 6 знамён, потеряв всего троих.
18 июня бригада перешла Потомак и встала лагерем у Шарпсберга, на месте прошлогоднего сражения. Наступая далее на север, бригада дошла до Карлайла, откуда 29 июня повернула к Геттисбергу.
Битва при Геттисберге прошла неудачно для бригады. Она прибыла на поле боя вечером 1 июля. 2 июля бригада стояла на крайнем левом фланге армии и вела перестрелки с федеральными пикетами. И только 3 июля она была задействована для атаки на Калпс-Хилл. Бригада поддерживала атаку бригады Джорджа Стюарта и три раза штурмовала укреплённые позиции противника на холме, но всякий раз безрезультатно. Под Геттисбергом бригада потеряла 35 человек убитыми, 208 ранеными и 87 пропавшими без вести.

"Подкова мула" и позиция бригады Уокера 9 - 12 мая 1864.

Весной 1864 года Уокер продолжал командовать бригадой каменной стены в составе дивизии Джонсона. Он одним из первых вступил в бой во время сражения в Глуши. Через несколько дней его бригада попала под массированную атаку противника в сражении при Спотсильвейни. Этот бой стал последним в истории бригады каменной стены. Уокер едва избежал плена, но был тяжело ранен и выбыл из строя.

## Послевоенная деятельность
Когда война закончилась, Уокер вернулся к юридической практике и политической деятельности. Он остался единственным командиром «бригады каменной стены», пережившим войну.
В 1871 и 1872 годах он избирался в палату представителей Вирджинии от партии демократов. Ввиду его боевых заслуг ректорат вирджинского военного института возвёл его в почётную степень.
В 1877 году Уокер стал 13-м вице-губернатором Вирджинии.
В 1893 году Уокер сменил партийную ориентацию и вступил в республиканскую партию. Он был избран членом Палаты представителей США на 54-й и 55-й конгрессы США (1895—1899).
Уокер умер в 1901 году в Уитвилле, Вирджиния, и был похоронен на кладбище Ист-Энд-Семетери.